# Paul Christophle
Ne doit pas être confondu avec Paul Christophe (homme politique) ou Paul Christophe (ingénieur).
Paul Christophle, né le 3 février 1987 à Arles (Bouches-du-Rhône), est un homme politique français, élu député en juillet 2024 de la 1re circonscription de la Drôme. Il est également premier secrétaire fédéral du Parti socialiste dans la Drôme depuis février 2023.

## Biographie
Paul Christophle a grandi dans la Drôme. Il fait ses études secondaires à Valence, au collège Paul Valéry puis au lycée Camille Vernet. 
Paul Christophle démarre dans l'univers politique d'abord comme chargé de mission au sein du cabinet de la ministre de la Culture et de la Communication, Fleur Pellerin, puis il fait un passage en 2016 au cabinet de Patrick Kanner, ministre de la Ville, de la Jeunesse et des Sports, comme conseiller chargé du numérique et de l'engagement des jeunes. Il travaille à nouveau auprès de Fleur Pellerin dans la société de gestion Korelya Capital[source insuffisante]. 
Premier secrétaire fédéral du Parti socialiste de la Drôme depuis février 2023, il est élu député lors des élections législatives de 2024 avec 56,24 % des voix dans la première circonscription de la Drôme, où il est opposé au second tour au candidat Rassemblement national Jean-Paul Vallon, qui recueille 43,76 % des voix,. 
Il siège à l’Assemblée nationale au sein de la commission des lois, et fait partie du groupe socialistes et apparentés.
Paul Christophle se positionne dans plusieurs médias,[source insuffisante] sur les questions de sécurité arguant du contexte insécuritaire dans sa circonscription[pertinence contestée].
Paul Christophle vote le 16 janvier 2025 à l'Assemblée nationale la motion de censure déposée par La France insoumise deux jours plus tôt. Il vote à nouveau la motion de censure déposée par le groupe LFI-NFP et soutenue par les groupes ÉcoS et GDR sur le projet de loi de finances pour 2025, le 5 février 2025, malgré l'opposition du conseil national de son parti,.
À l’occasion du 81e congrès de Nancy, Paul Christophle est premier signataire de la contribution générale « Avenir socialiste ». Elle a été initiée par des parlementaires qui ont voté la censure, des maires et des cadres du Parti socialiste et vise à renouveler le fonctionnement du parti avec la création d’une université et d’un média interne.

## Détail des fonctions et mandats

### Mandats électifs
- Depuis le 7 juillet 2024 : député de la 1re circonscription de la Drôme